# Comitatul Peoria, Illinois
Comitatul Peoria, conform originalului din limba engleză, Peoria County, este unul din cele 102 de comitate ale statului american Illinois. Conform recensământului Census 2000, completat de o estimare din 2006, populația totală era de 182.495 de locuitori. Sediul comitatului este localitatea omonimă Peoria.
Peoria County este parte a zonei metropolitane Peoria Metropolitan Statistical Area.

## Geografie
Conform biroului de recensăminte al Statelor Unite ale Americii, United States Census Bureau, comitatul are o suprafață de 1.634 km², adică de 631 mile patrate,  dintre care 1.605 km² (sau 620 mile pătrate) reprezintă uscat, iar restul de 29 km² (sau 11 mi²), este apă (1,81%).

## Demografie
|  | Graficele sunt indisponibile din cauza unor probleme tehnice. Mai multe informații se găsesc la Phabricator și la wiki-ul MediaWiki. |

Date: Wikidata - grafică realizată de Wikipedia

## Drumuri importante
- Interstate 74
- Interstate 155
- Interstate 474
- U.S. Highway 24
- U.S. Highway 150
- Illinois Route 6
- Illinois Route 8
- Illinois Route 9
- Illinois Route 29
- Illinois Route 40
- Illinois Route 78
- Illinois Route 90
- Illinois Route 91